# Atchison (Kansas)
Pour les articles homonymes, voir Atchison.
La ville d'Atchison est le siège du comté d'Atchison, situé dans le Kansas, aux États-Unis.
La ville se trouve le long de la rive ouest de la rivière Missouri, qui marque également la frontière entre le Kansas et le Missouri. Elle est nommée en l’honneur du sénateur américain David Rice Atchison du Missouri et était le terminus à l’origine du chemin de fer Atchison, Topeka et Santa Fe. 
Atchison est le lieu de naissance de l'aviatrice Amelia Earhart (1897-1937).

## Source
- (en) Cet article est partiellement ou en totalité issu de l’article de Wikipédia en anglais intitulé « Atchison, Kansas » (voir la liste des auteurs).